# الساندرو الیا
الساندرو الیا (انگلیسی: Alessandro Elia؛ زادهٔ ۱۵ فوریهٔ ۱۹۹۰) بازیکن فوتبال اهل ایتالیا است.
از باشگاه‌هایی که در آن بازی کرده‌است می‌توان به باشگاه فوتبال بولونیا و باشگاه فوتبال پارما اشاره کرد.